# 백혜련
백혜련(白惠蓮, 1967년 3월 27일~)은 대한민국의 검사 출신 법조인, 정치인이다. 제20·21·22대 국회의원이다.

## 생애
1967년 3월 27일 전라남도 장흥군에서 태어났다. 고려대학교 사회학과 재학 시절 시민운동·노동운동 활동을 하였다. 대학 졸업 후 1997년 사법시험에 합격했다.
사법연수원 29기 수료 후, 2000년 수원지방검찰청의 검사로 임용됐으며, 서울중앙지방검찰청 재직 시절 삼성물산 재개발 비리의혹, 국세청 비리의혹 등을 파헤쳐 MBC 드라마 《아현동 마님》의 롤 모델이 되기도 했다. 2011년 11월 대구지방검찰청 재직 당시 이명박 정부에 의해 검찰의 정치적 중립성 및 독립성이 훼손된 것을 비판하며 검사직을 사직했다. 11년간의 검찰생활을 마친 이후 2012년 민주통합당에 입당하였다.
제19대 국회의원 선거에서 자신이 학생 운동을 했던 안산시 단원구 갑에 공천됐으나, 통합진보당 조성찬 후보와의 야권 연대 경선에서 밀려 본선에는 나서지 못했다. 이후 MB정권비리척결본부장, 문재인 대선후보캠프 반부패특별위원회 위원, 공정선거감시단 등의 직책을 맡았다. 2014년 7.30 재보궐선거에서 수원시 을에 공천됐으나 새누리당의 정미경 후보에 밀려 낙선했다.
2016년 제20대 총선에서 경기 수원시 을에 다시 공천되어 새누리당 비례대표 의원 김상민 후보를 꺾고 당선되었다. 이후 제21·22대 총선에서 당선되며 3선 국회의원이 되었다.

## 경력
- 2000년 2월~2002년 1월: 수원지방검찰청 검사
- 2002년 2월~2003년 7월: 대구지방검찰청 김천지청 검사
- 2003년 8월~2005년 1월: 수원지방검찰청 안산지청 검사
- 2005년 2월~2007년 12월: 서울중앙지방검찰청 형사8부 검사
- 2008년 1월~2008년 12월: 미국 포드햄대학교 로스쿨 방문연구원
- 2010년 2월~2011년 11월: 대구지방검찰청 형사3부 수석검사
- 2011년 12월~: 백혜련 법률사무소 대표변호사
- 2012년 2월: 민주통합당 입당
- 2012년 3월: 제19대 국회의원 선거 경기 안산시 단원구 갑 민주통합당 국회의원 후보
- 2012년 3월~2012년 4월: 민주통합당 제19대 국회의원 선거 중앙선거대책위원회 MB정권비리척결본부장
- 민주통합당 전국여성위원회 부위원
- 민주통합당 경기도당 공정선거감시단 단장
- 2012년 5월~2014년 5월: 민주통합당→민주당→새정치민주연합 경기도당 안산시 단원구 갑 지역위원회 위원장
- 2012년 11월~2012년 12월: 제18대 대통령 선거 민주통합당 경기도당 안산시 단원구 갑 선거대책위원회 위원장
- 2012년 11월~2012년 12월: 제18대 대통령 선거 민주통합당 문재인 대통령 후보 선거캠프 새정치위원회 반부패특별위원회 위원
- 2013년 5월~2014년 3월: 민주당 경기도당 여성위원장
- 2013년 8월: 경기도 중소기업사업조정심의회 위원
- 2013년 11월~: 민주사회를 위한 변호사 모임 회원
- 광교신도시입주자총연합회 자문변호사
- 새정치민주연합 중앙당 윤리위원회 위원
- 2014년 3월~2014년 5월: 제6회 전국동시지방선거 새정치민주연합 경기도당 공천심사위원회 위원
- 2014년 5월~2014년 6월: 제6회 전국동시지방선거 새정치민주연합 김진표 경기도지사 후보 대변인
- 2014년 11월~: 새정치민주연합→더불어민주당 경기도당 수원시 을 지역위원회 위원장
- 수원경실련 자문위원
- 2016년 4월 13일: 대한민국 제20대 국회의원 선거 당선(경기 수원시 을, 더불어민주당, 초선)
- 2016년 5월~2017년 5월: 더불어민주당 원내부대표
- 2017년 4월~2017년 5월: 제19대 대통령 선거 더불어민주당 문재인 대통령 후보 국민주권선거대책위원회 유세본부 부본부장
- 2017년 5월~2018년 8월: 더불어민주당 대변인
- 2017년 8월~2018년 8월: 더불어민주당 적폐청산위원회 위원
- 2017년 8월~2018년 6월: 더불어민주당 지방선거기획단 대변인
- 2018년 10월~2020년 10월: 더불어민주당 전국여성위원회 위원장
- 2019년 11월~2020년 4월: 더불어민주당 제21대 국회의원 선거 총선기획단 위원
- 2020년 1월~2020년 4월: 더불어민주당 제21대 국회의원 선거 공천관리위원회 부위원장
- 2020년 4월 15일: 대한민국 제21대 국회의원 선거 당선(경기 수원시 을, 더불어민주당, 재선)
- 2021년 5월~2022년 3월: 더불어민주당 최고위원
- 2024년 4월 10일: 대한민국 제22대 국회의원 선거 당선(경기 수원시 을, 더불어민주당, 3선)
- 2025년 7월~: 더불어민주당 3대특검종합대응특별위원회 3대특검제보센터, 공익제보자보호센터 센터장
- 2025년 8월~: 더불어민주당 사법개혁특별위원회 위원장

### 의정 활동
- 2016년 5월 30일~2020년 5월 29일: 제20대 국회의원(경기 수원시 을, 더불어민주당, 초선)
  - 2016년 6월~2017년 5월: 제20대 국회 전반기 운영위원회 위원
  - 2016년 6월~2018년 5월: 제20대 국회 전반기 법제사법위원회 위원
  - 2017년 9월: 제20대 국회 대법원장(김명수) 임명동의에 관한 인사청문특별위원회 위원
  - 2017년 12월: 제20대 국회 감사원장(최재형) 임명동의에 관한 인사청문특별위원회 위원
  - 2018년 1월~2018년 5월: 제20대 국회 사법개혁특별위원회 위원
  - 2018년 7월~2020년 5월: 제20대 국회 후반기 법제사법위원회 위원
  - 2018년 7월~2019년 5월: 제20대 국회 후반기 예산결산특별위원회 위원
  - 2018년 10월~2019년 8월: 제20대 국회 사법개혁특별위원회 간사
  - 2019년 7월~2019년 8월: 제20대 국회 후반기 예산결산특별위원회 위원
- 2020년 5월 30일~2024년 5월 29일: 제21대 국회의원(경기 수원시 을, 더불어민주당, 재선)
  - 2020년 6월~2021년 5월: 제21대 국회 전반기 법제사법위원회 간사
  - 2020년 6월~2021년 5월: 제21대 국회 전반기 예산결산특별위원회 위원
  - 2020년 8월~2020년 9월: 제21대 국회 대법관(이흥구) 임명동의에 관한 인사청문특별위원회 간사
  - 2020년 9월~2021년 5월: 제21대 국회 전반기 법제사법위원회 법안심사제1소위원회 위원장
  - 2020년 9월~2021년 5월: 제21대 국회 전반기 법제사법위원회 법안심사제2소위원회 위원
  - 2020년 9월~2021년 5월: 제21대 국회 전반기 법제사법위원회 예산결산기금심사소위원회 위원
  - 2020년 9월~2021년 5월: 제21대 국회 전반기 법제사법위원회 청원심사소위원회 위원
  - 2021년 5월~2022년 5월: 제21대 국회 전반기 행정안전위원회 위원
  - 2021년 11월~2021년 12월: 제21대 국회 중앙선거관리위원회 위원(문상부) 선출에 관한 인사청문특별위원회 위원
  - 2022년 7월~2024년 5월: 제21대 국회 후반기 정무위원회 위원장
- 2024년 5월 30일~: 제22대 국회의원(경기 수원시 을, 더불어민주당, 3선)
  - 2024년 6월~: 제22대 국회 전반기 보건복지위원회 위원
  - 2024년 7월~2024년 8월: 제22대 국회 대법관(노경필·박영재·이숙연) 임명동의에 관한 인사청문특별위원회 위원
  - 2024년 12월~2024년 12월: 제22대 국회 대법관(마용주) 임명동의에 관한 인사청문 특별위원회 위원
  - 2024년 12월~2025년 2월: 제22대 국회 윤석열 정부의 비상계엄 선포를 통한 내란 혐의 진상규명 국정조사 특별위원회 위원

## 학력
- 동덕여자중학교 졸업
- 창덕여자고등학교 졸업
- 고려대학교 문과대학 사회학 학사

## 역대 선거 결과
|  | 38.20% |

|  | 47.14% |

|  | 60.68% |

|  | 61.73% |

## 소속 정당
| 소속 정당 | 소속 정당      | 소속 기간 | 비고      |
| --------- | -------------- | --------- | --------- |
|           | 민주통합당     | 2012~2013 | 정계 입문 |
|           | 민주당         | 2013~2014 | 당명 변경 |
|           | 새정치민주연합 | 2014~2015 | 합당      |
|           | 더불어민주당   | 2015~현재 | 당명 변경 |

## 같이 보기
- 수원시 권선구의 국회의원
- 수원시 을
- 수원시 장안구의 국회의원
- 수원시의 국회의원